# Второй дивизион чемпионата мира по хоккею с шайбой среди юниорских команд 2025
Чемпионат мира по хоккею с шайбой среди юниорских команд 2025 года во II-м дивизионе — спортивное соревнование по хоккею с шайбой под эгидой ИИХФ, которые прошло весной 2025 года с 13 по 19 апреля в группе А в северном итальянском городе Азиаго, и 17 по 23 марта в группе В в столице Болгарии Софии.

## Регламент
- По итогам турнира в группе А: команда, занявшая первое место, получит право играть в группе B первого дивизиона чемпионата мира 2026 года, а команда, занявшая последнее место, перейдёт в группу B.
- По итогам турнира в группе B: команда, занявшая первое место, получит право играть в группе А второго дивизиона чемпионата мира 2026 года, а команда, занявшая последнее место, перейдёт в группу А третьего дивизиона чемпионата мира 2026 года.

## Итоги
Группа A
- Сборная Италии перешла в группу В первого дивизиона.
- Сборная Нидерландов вылетела в группу В второго дивизиона.

Группа B
- Сборная Испании перешла в группу А второго дивизиона.
- Сборная Болгарии покинула второй дивизион и перешла в группу А третьего дивизиона.

## Участвующие команды
В чемпионате приняли участие 12 национальных команд. Восемь команд из Европу, три Азию и одна Австралию и Океанию. Сборная Польши пришла из первого дивизиона и Сборная Израиля пришла из третьего дивизиона. 

### Группа А
| Сборная        | Квалификация                                                                         |
| -------------- | ------------------------------------------------------------------------------------ |
| Италия         | Хозяева, заняла 6-е место в группе В первого дивизиона и вылетела оттуда в 2024 году |
| Великобритания | Заняла 2-е место в группе A второго дивизиона в 2024 году                            |
| Нидерланды     | Заняла 3-е место в группе A второго дивизиона в 2024 году                            |
| Румыния        | Заняла 4-е место в группе A второго дивизиона в 2024 году                            |
| Хорватия       | Заняла 5-е место в группе A второго дивизиона в 2024 году                            |
| Китай          | Заняла 1-е место в группе B второго дивизиона и поднялась оттуда в 2024 году         |

### Группа В
| Сборная   | Квалификация                                                                |
| --------- | --------------------------------------------------------------------------- |
| Сербия    | Заняла 6-е место в группе В второго дивизиона и вылетела оттуда в 2024 году |
| Испания   | Заняла 2-е место в группе B второго дивизиона в 2024 году                   |
| Болгария  | Хозяева, заняла 3-е место в группе B второго дивизиона в 2024 году          |
| Австралия | Заняла 4-е место в группе B второго дивизиона в 2024 году                   |
| Тайвань   | Заняла 5-е место в группе B второго дивизиона в 2024 году                   |
| Бельгия   | Заняла 1-е место в третьем дивизионе и поднялась оттуда в 2024 году         |

## Турнир

### Группа А

#### Таблица
|  | Команда, выходящая в группу В первого дивизиона чемпионата мира 2026 года   |
|  | Команда, переходящая в группу В второго дивизиона чемпионата мира 2026 года |

| М | Сборная        | И | В | ВО | ПО | П | ШЗ | ШП | РШ  | О  |
| - | -------------- | - | - | -- | -- | - | -- | -- | --- | -- |
| 1 | Италия         | 5 | 5 | 0  | 0  | 0 | 23 | 7  | +16 | 15 |
| 2 | Великобритания | 5 | 4 | 0  | 0  | 1 | 12 | 4  | +8  | 12 |
| 3 | Китай          | 5 | 2 | 0  | 1  | 2 | 13 | 14 | -1  | 7  |
| 4 | Хорватия       | 5 | 1 | 1  | 1  | 2 | 14 | 14 | 0   | 6  |
| 5 | Румыния        | 5 | 1 | 1  | 0  | 3 | 10 | 17 | -7  | 5  |
| 6 | Нидерланды     | 5 | 0 | 0  | 0  | 5 | 7  | 23 | -16 | 0  |

### Группа В

#### Таблица
|  | Команда, переходящая в группу A второго дивизиона чемпионата мира 2026 года |
|  | Команда, вылетающая в группу A третьего дивизиона чемпионата мира 2026 года |

| М | Сборная   | И | В | ВО | ПО | П | ШЗ | ШП | РШ  | О  |
| - | --------- | - | - | -- | -- | - | -- | -- | --- | -- |
| 1 | Испания   | 5 | 4 | 1  | 0  | 0 | 21 | 7  | +14 | 14 |
| 2 | Австралия | 5 | 2 | 1  | 1  | 1 | 21 | 19 | +2  | 9  |
| 3 | Тайвань   | 5 | 1 | 1  | 2  | 1 | 16 | 19 | -3  | 7  |
| 4 | Бельгия   | 5 | 2 | 0  | 1  | 2 | 25 | 18 | +7  | 7  |
| 5 | Сербия    | 5 | 2 | 0  | 0  | 3 | 15 | 16 | -1  | 6  |
| 6 | Болгария  | 5 | 0 | 1  | 0  | 4 | 8  | 27 | -19 | 2  |